# Passé simple
Passé simple (phát âm tiếng Pháp: [pase sɛ̃pl], quá khứ đơn,  quá khứ, hoặc quá khứ lịch sử), còn được gọi là passé défini (IPA: [pase defini], quá khứ xác định) là một thì trong tiếng Pháp (tương đương với thì passé composé) được sử dụng chủ yếu trong văn bản chính thức (gồm lịch sử và văn học) và lời nói trang trọng. Giống như các thì quá khứ khác, passé simple sử dụng khi một hành động nào đó bắt đầu hoặc kết thúc và đã hoàn thành trong một thời gian xác định. Trong văn bản nó thường được sử dụng để tường thuật.

## Cách dựng thìpassé simple
Mặc dù passé simple là thì phổ biến trong tiếng Pháp kể cả được sử dụng trong các cuốn sách cho trẻ em người Pháp, thì này thường không được giảng dạy cho người nươc ngoài cho đến khi vào các lớp học tiếng Pháp nâng cao. Thì passé simple thường hình thành bằng cách loại bỏ hai chữ cuối trong động từ nguyên mẫu và thêm đuôi thích hợp.
Ba lớp động từ thường chính trong tiếng Pháp (-er, -ir, -re) được chia trong thì passé simple theo cách sau:
| chercher | je cherchai | tu cherchas | il/elle chercha | nous cherchâmes | vous cherchâtes | ils/elles cherchèrent |
| finir    | je finis    | tu finis    | il/elle finit   | nous finîmes    | vous finîtes    | ils/elles finirent    |
| rendre   | je rendis   | tu rendis   | il/elle rendit  | nous rendîmes   | vous rendîtes   | ils/elles rendirent   |

Một số động từ bất quy tắc phổ biến:
| faire | je fis     | tu fis        | il/elle fit        | nous fîmes          | vous fîtes          | ils/elles firent          |
| venir | je vins    | tu vins       | il/elle vint       | nous vînmes         | vous vîntes         | ils/elles vinrent         |
| être  | je fus     | tu fus        | il/elle fut        | nous fûmes          | vous fûtes          | ils/elles furent          |
| avoir | j'eus [ʒy] | tu eus [ty.y] | il/elle eut [i.ly] | nous eûmes [nu.zym] | vous eûtes [vu.zyt] | ils/elles eurent [il.zyʁ] |

Nhiều động từ bất quy tắc khác dễ dàng nhận biết được vì passé simple thường giống với phân từ quá khứ. Ví dụ, il courut (anh ấy chạy) là từ courir, trong đố phân từ quá khứ là couru. Tuy nhiên một số động từ hoàn toàn bất quy tắc. Naitre (được sinh ra) có phân từ quá khứ né nhưng passé simple mới có (ví dụ) je naquis  (tôi sinh ra).

## Cách sử dụngpassé simple
Thì passé simple được sử dụng để thể hiện:
- một sự kiện hay hành động có khoảng thời gian dài hoặc ngắn đã được hoàn thành, nhưng không nhất thiết phải xa về mặt thời gian:

Le Général de Gaulle vécut 80 ans.

General de Gaulle sống được 80 năm.

En 1991, l'équipe de France de tennis gagna la coupe Davis.

Vào năm 1991, đội Pháp đã thắng cúp Davis.
- một chuỗi sự kiện được hoàn thành, được coi là các điểm trong thời gian:

 ... l'image fut bonne ... cela parut pour son entourage l'essentiel ... on sentit tout de même ... son épouse lui fit signe de ... 

... ấn tượng rất tốt ... đó dường như là điều cần thiết đối với đoàn tùy tùng của anh ấy ... tuy nhiên họ cảm thấy ... vợ anh ra hiệu cho anh ...
- kết hợp và trái ngược với thì chưa hoàn thành diễn tả bối cảnh hoặc chuỗi các sự kiện:

Puis, il tourna le robinet de l'évier, se lava les mains, s'essuya au linge accroché sous le grêle tuyau ... Et elle guettait ses moindres gestes ... 

Sau đó anh ta mở vòi, rửa tay và lau khô bằng khăn treo trên ống mỏng. ... Và cô ta quan sát chuyển động nhỏ nhất của anh ...

## Cách sử dụng hiện đại
Trong khi ngôn ngữ văn học và tinh tế vẫn sử dụng thì passé simple, ngôn ngữ nói thông thường tiêu chuẩn đã thay thì passé simple cho passé composé, tức là khi nói tiếng Pháp, không còn một sắc thái nào giữa hai thì đó nữa:
Passé composé « Je suis arrivé. » ("Tôi đã đến." Tôi đã tới thị trấn nhưng có lẽ tôi vừa mới đến.)
và
Passé simple « J'arrivai. » ("Tôi đã đến." Tôi đã tới thị trấn nhưng có thể tôi không còn ở đây.)

## Cách sử dụng địa phương
Trong tiếng Pháp nói hiện đại, thì passé simple thưc tế đã biến mất, nhưng tiếng Pháp địa phương có các biến thể, ví dụ như Langue d'oïl (nhóm ngôn ngữ Oïl) ở vùng phía Bắc nước Pháp có "mangea" được thay thể bởi "mangit":
« Malheureux comme le chien à Brisquet, qui n'allit qu'une fois au bois, et que le loup le mangit. »
 Thật bất hạnh như con chó của Brisquet, nó chỉ vào rừng một lần và bị sói ăn thịt.
Ở Canada, thì passé simple vẫn tiếp tục sử dụng do tương tác với tiếng Anh, ít nhất là nhiều hơn ở Pháp. Thì này tương đương với cả "passé composé" và "passé simple".
Trong tiếng Pháp nói hiện đại, passé simple đôi khi được sử dụng như một trò đùa để làm cho câu nghe có vẻ hợm hĩnh hơn hoặc tinh tế hơn, đặc biệt là sau ngôi thứ nhất hoặc ngôi thứ hai số nhiều, hiếm khi được sử dụng trong tiếng Pháp đương đại, ngay cả trong viết.